# Мандрицара (окръг Бетафо)
Вижте пояснителната страница за други значения на Мандрицара.
Мандрицара (на малгашки: Mandritsara) е селище и община в централен Мадагаскар, регион Вакинанкаратра, окръг Бетафо. Населението на общината през 2001 година е 13 200 души.